# Patagopterygiformes

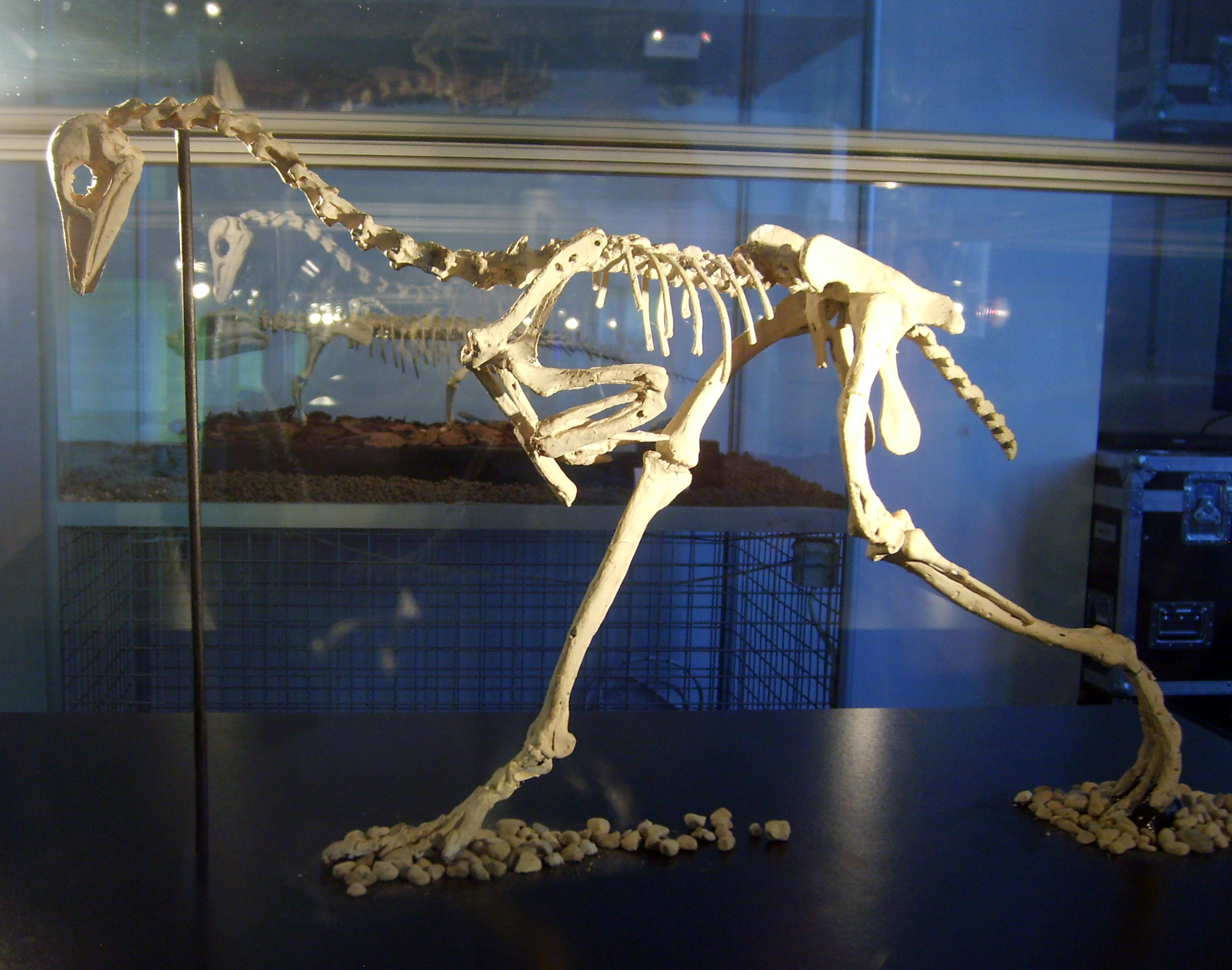
Скелет патагоптерикса

Patagopterygiformes — вимерлий ряд птахів невизначеного систематичного положення, що існував у кінці крейдяного періоду (85—70 млн років тому) у Південній Америці. До ряду відносяться Patagopteryx deferrariisi, Alamitornis minutus та, можливо, Kuszholia.